# Jerzy Leszczyński (artysta)
Jerzy Leszczyński (ur. 1947, zm. 15 listopada 2008 w Lublinie) – polski mim, choreograf, scenarzysta, reżyser teatralny, pedagog, założyciel lubelskiego Teatru Wizji i Ruchu.

Był twórcą metody teatralnej, polegającej na scaleniu pantomimy, baletu, modern dance i innych rodzajów ruchu, np. przynależnych akrobatyce, a także światła i muzyki. Czerpiąc z pantomimy klasycznej, wzbogacił jej środki wyrazu o doświadczenia japońskiego teatru Nō i hinduskiego kathakali. W oparciu o tzw. ruch utajony i ruch zwolnionej taśmy, stworzył nowy, nieznany dotąd styl zwany teatrem wizji i ruchu.

## Życiorys
Debiutował w Studenckim Teatrze Pantomimy „Gest” z Wrocławia, a jako mim terminował przez trzy lata u Henryka Tomaszewskiego w jego Teatrze Pantomimy. W 1969 roku przeniósł się do Puław, gdzie przy domu kultury założył amatorską grupę Teatr Wizji i Ruchu. Kolejnym miejscem jego działalności artystycznej stał się Lublin, dokąd zabrał swoją puławską grupę. W tym mieście artysta wyreżyserował swoje najgłośniejsze spektakle, tj.: Malczewski (1977) i Follow My Dream (1978) we współpracy z SBB; Burza (1982), której pokaz przy muzyce wykonywanej przez Budkę Suflera odbył się na dziedzińcu Zamku Lubelskiego i Rzecz o Fauście (1985), jak również pomniejsze widowiska teatralne, takie jak: Krzesany, Szkoła cudów im. Pippi Loungstrump, Kain, czy Podróż. We wszystkich swoich spektaklach występował również jako aktor. Za stronę literacką (bezsłownego) Teatru Wizji i Ruchu odpowiadał poeta Bohdan Zadura (w latach 1977-1987). Muzykę do jego spektakli komponowali, wykonywali na żywo i nagrywali: Józef Skrzek z SBB (Malczewski, Follow My Dream), Romuald Lipko z Budką Suflera (Burza), Czesław Niemen, Krzysztof Ścierański, El. D. Vision, Ennio Morricone, Peter Gabriel oraz on sam. Autorami plakatów do przedstawień są: Andrzej Pągowski, Zofia i Henryk Szulcowie oraz Jerzy Janiszewski.

W swoim artystycznym dorobku artysta ma ponad 30 pełnowymiarowych spektakli, 5 filmów fabularnych (scenariusz, choreografia, praca w charakterze drugiego reżysera) i 22 widowiska telewizyjne (scenariusz, choreografia, reżyseria i współpraca reżyserska). Kierowany przez niego Teatr Wizji i Ruchu wielokrotnie prezentował swoje osiągnięcia w kraju i za granicą (Anglia, Francja, Belgia, Holandia, Dania, Luksemburg, Norwegia, Włochy, Niemcy, Austria, Czechy, Rumunia, Węgry, Indie, Stany Zjednoczone).

W 1985 roku został zaproszony, jako jeden z dwunastu awangardowych choreografów z całego świata, do udziału w Międzynarodowym Projekcie Choreograficznym, organizowanym przy American Dance Festival w Nowym Jorku. Sukcesy odniesione w USA odbiły się szerokim echem i w 1987 przyjął rządową propozycję stworzenia teatru na Węgrzech – był jego dyrektorem artystycznym przez pierwszych pięć lat istnienia. Kolejna funkcja, którą sprawował to urząd dziekana Wydziału Pantomimy w Akademii Muzycznej w Pradze. Ponadto reżyserował przedstawienia i widowiska telewizyjne w Polsce, Anglii, Francji, Belgii, Holandii, Danii, Luksemburgu, Norwegii, Niemczech, Austrii, Indiach i Stanach Zjednoczonych.

W 1990 roku ponownie zjawił się w Lublinie, by na scenie Teatru im. Juliusza Osterwy w Lublinie zaprezentować spektakl pt. Ostatnie cztery minuty.

W roku 2004 razem z ówczesną dyrektor Domu Kultury LSM, Martą Denys – założył Stowarzyszenie „Teatr Wizji i Ruchu” oraz Studio Teatralne „Likejon”. Wówczas to swoją premierę miały spektakle Wieczna mgła i Idzie skacząc po górach (część I i II), według Jerzego Andrzejewskiego (muzykę do tego drugiego widowiska skomponował i wykonał Mieczysław Jurecki). W tym okresie artysta pracował także nad przedstawieniem pt. Siedem grzechów głównych.

W 2007 roku wystąpił o powołanie szkoły mimów. W programie szkoły miały się znaleźć zajęcia z historii sztuki i teatru, akrobatyki, technik aktorskich, tańca klasycznego i egzotycznego, indyjskiego teatru kathakali i japońskiego teatru Nō.

W maju 2008 roku Teatr Wizji i Ruchu dał premierę Wiecznej mgły w Domu Kultury LSM. 13 grudnia tego samego roku w TVP3 Lublin miała mieć miejsce telewizyjna premiera spektaklu Idzie skacząc po górach II, lecz tego momentu artysta nie dożył. Zmarł 15 listopada 2008 roku w Lublinie.

## Nagrody
- I Nagroda na Ogólnopolskim Festiwalu Teatrów Pantomimy Szczecin'73 za spektakl pt. Warianty (1973)
- Grand Prix na festiwalu programów telewizyjnych Golden Sea Swallow w Knokke za spektakl Follow My Dream w wykonaniu Teatru Wizji i Ruchu i SBB (1978)[3]
- I Nagrodę na Światowym Festiwalu Telewizyjnym Praga'81 za spektakl pt. Trzy obrazy (1981)
- Grand Prix na Światowym Festiwalu Tańca w Indiach za spektakl Ostatnie cztery minuty (1990)
- Nagroda Główna na Międzynarodowym Festiwalu Telewizyjnych Filmów i Programów Etnicznych za film dokumentalny pt. Śniła mi się Hana (1999)[5]